# Campeonato Nacional de Basquete Masculino de 2003
O Campeonato Nacional de Basquete Masculino de 2003 (14ª edição) foi um torneio realizado a partir de 26 de janeiro até 29 de junho de 2003 por dezessete equipes representando sete estados.

## Participantes
Araraquara, Araraquara/SP

 Automóvel Clube, Campos dos Goytacazes/RJ

 Bandeirante, Brusque/SC

 Bauru, Bauru/SP

 Casa Branca, Casa Branca/SP

 COC/Ribeirão Preto, Ribeirão Preto/SP

 Flamengo, Rio de Janeiro/RJ

 Franca, Franca/SP

 Limeira, Limeira/SP

 Londrina, Londrina/PR

 Minas, Belo Horizonte/MG

 Mogi das Cruzes, Mogi das Cruzes/SP

 Pinheiros, São Paulo/SP

 Ulbra, Porto Alegre/RS

 Unit/Uberlândia, Uberlândia/MG

 Universo/Ajax, Goiânia/GO

 Vasco da Gama, Rio de Janeiro/RJ

## Regulamento

### Fórmula de disputa
O Campeonato Nacional de Basquete Masculino foi disputado por 17 equipes em duas fases:
- Fase classificatória: As 17 equipes disputaram partidas em um sistema de turno e returno, em que enfrentaram todos os adversários em seu mando de quadra e fora dele.
- Playoffs: As oito equipes classificadas jogaram num sistema mata mata e a vencedora desses foi declarada Campeã Nacional de Basquete Masculino de 2003. É dividida em três partes: 
  - Quartas de final: Foi disputada pelas equipes que passaram da primeira fase, seguindo a lógica: (1ª x 8ª); (2ª x 7ª); (3ª x 6ª); (4ª x 5ª). Estas jogaram partidas em melhor de cinco (jogos), sendo dois mandos de campo para cada e o jogo de desempate, se houvesse, no ginásio da equipe com o melhor índice técnico da fase classificatória.
  - Semifinais: Foi disputada pelas equipes que passaram das quartas de final, seguindo a lógica: vencedor A x vencedor D e vencedor B x vencedor C. Estas jogaram partidas em melhor de cinco (jogos), sendo dois mandos de campo para cada e o jogo de desempate, se houvesse, no ginásio da equipe com o melhor índice técnico da fase classificatória.
  - Final: Foi disputada entre as duas equipes vencedoras das semifinais, em melhor de cinco (jogos), sendo dois mandos de campo para cada e o jogo de desempate, se houvesse, no ginásio da equipe com o melhor índice técnico da fase classificatória. A equipe vencedora foi declarada campeã da competição.

### Critérios de desempate
1º: Confronto direto

2º: Saldo de cestas dos jogos entre as equipes

3º: Melhor cesta average (se o empate foi entre duas equipes)

4º: Sorteio

### Pontuação
Vitória: 2 pontos

Derrota: 1 ponto

Não comparecimento: 0 pontos

## Classificação
| 1  | Unit/Uberlândia        | 59 | 32 | 27 | 5  | 2959 | 2712 | 1,09108 |
| 2  | Universo/Minas         | 54 | 32 | 22 | 10 | 2764 | 2563 | 1,07842 |
| 3  | COC/Ribeirão Preto     | 54 | 32 | 22 | 10 | 3020 | 2736 | 1,10380 |
| 4  | Universo/Ajax          | 54 | 32 | 22 | 10 | 2924 | 2820 | 1,03688 |
| 5  | Londrina/Aguativa      | 52 | 32 | 20 | 12 | 2883 | 2802 | 1,02891 |
| 6  | Uniara/Araraquara      | 52 | 32 | 20 | 12 | 2887 | 2807 | 1,02850 |
| 7  | Flamengo/Petrobras     | 51 | 32 | 19 | 13 | 3152 | 3120 | 1,01026 |
| 8  | Vasco da Gama          | 49 | 32 | 17 | 15 | 2853 | 2734 | 1,04353 |
| 9  | Franca Basquete        | 49 | 32 | 17 | 15 | 2819 | 2766 | 1,01916 |
| 10 | Bauru Basquete         | 48 | 32 | 16 | 16 | 2760 | 2761 | 0,99964 |
| 11 | Mogi/UBC/D'Avó         | 46 | 32 | 14 | 18 | 2730 | 2800 | 0,97500 |
| 12 | Habib's/Casa Branca    | 45 | 32 | 13 | 19 | 2752 | 2834 | 0,97107 |
| 13 | ACF/Campos             | 43 | 32 | 11 | 21 | 2763 | 2882 | 0,95871 |
| 14 | Pinheiros              | 42 | 32 | 10 | 22 | 2752 | 2902 | 0,94831 |
| 15 | Ulbra                  | 40 | 32 | 8  | 24 | 2584 | 2782 | 0,92883 |
| 16 | Winner/Limeira         | 40 | 32 | 8  | 24 | 2820 | 3040 | 0,92763 |
| 17 | Bandeirante/Irmãos Zen | 38 | 32 | 6  | 26 | 2682 | 3043 | 0,88137 |

|  |                                           |
|  | Zona de classificação às quartas de final |

## Fase final
|  | Quartas de final | Quartas de final   | Quartas de final | Quartas de final   | Quartas de final | Quartas de final | Quartas de final | Quartas de final |                    |     | Semifinal | Semifinal | Semifinal | Semifinal | Semifinal | Semifinal | Semifinal | Semifinal |  |  | Final | Final           | Final | Final | Final | Final | Final | Final |
|  |                  |                    |                  |                    |                  |                  |                  |                  |                    |     |           |           |           |           |           |           |           |           |  |  |       |                 |       |       |       |       |       |       |
|  | 1                | Unit/Uberlândia    | 103              | 77                 | 85               |                  |                  | 3                |                    |     |           |           |           |           |           |           |           |           |  |  |       |                 |       |       |       |       |       |       |
|  | 8                | Vasco da Gama      | 101              | 74                 | 70               |                  |                  | 0                |                    |     |           |           |           |           |           |           |           |           |  |  |       |                 |       |       |       |       |       |       |
|  | 8                | Vasco da Gama      | 101              | 74                 | 70               |                  | 1                | 0                | Unit/Uberlândia    | 78  | 91        | 78        |           |           | 3         |           |           |           |  |  |       |                 |       |       |       |       |       |       |
|  |                  |                    |                  |                    |                  |                  |                  |                  | Unit/Uberlândia    | 78  | 91        | 78        |           |           | 3         |           |           |           |  |  |       |                 |       |       |       |       |       |       |
|  |                  | 4                  | Universo/Ajax    | 76                 | 85               | 70               |                  |                  | 0                  |     |           |           |           |           |           |           |           |           |  |  |       |                 |       |       |       |       |       |       |
|  | 4                | 4                  | Universo/Ajax    | 76                 | 85               | 70               | Universo/Ajax    | 75               | 0                  | 102 | 93        | 80        |           | 3         |           |           |           |           |  |  |       |                 |       |       |       |       |       |       |
|  | 4                |                    |                  |                    |                  |                  | Universo/Ajax    | 75               |                    | 102 | 93        | 80        |           | 3         |           |           |           |           |  |  |       |                 |       |       |       |       |       |       |
|  | 5                | Londrina/Aguativa  | 83               | 86                 | 81               | 78               |                  | 1                |                    |     |           |           |           |           |           |           |           |           |  |  |       |                 |       |       |       |       |       |       |
|  |                  |                    |                  |                    |                  |                  |                  |                  |                    |     |           |           |           |           |           |           |           |           |  |  | 1     | Unit/Uberlândia | 70    | 91    | 76    | 74    |       | 1     |
|  |                  |                    | 3                | COC/Ribeirão Preto | 78               | 90               | 86               | 83               |                    | 3   |           |           |           |           |           |           |           |           |  |  |       |                 |       |       |       |       |       |       |
|  | 3                | COC/Ribeirão Preto | 78               | 100                | 110              |                  |                  | 3                |                    |     |           |           |           |           |           |           |           |           |  |  |       |                 |       |       |       |       |       |       |
|  | 6                | Uniara/Araraquara  | 77               | 80                 | 87               |                  |                  | 0                |                    |     |           |           |           |           |           |           |           |           |  |  |       |                 |       |       |       |       |       |       |
|  | 6                | Uniara/Araraquara  | 77               | 80                 | 87               |                  | 3                | 0                | COC/Ribeirão Preto | 85  | 93        | 77        | 96        |           | 3         |           |           |           |  |  |       |                 |       |       |       |       |       |       |
|  |                  |                    |                  |                    |                  |                  |                  |                  | COC/Ribeirão Preto | 85  | 93        | 77        | 96        |           | 3         |           |           |           |  |  |       |                 |       |       |       |       |       |       |
|  |                  | 2                  | Universo/Minas   | 86                 | 74               | 73               | 90               |                  | 1                  |     |           |           |           |           |           |           |           |           |  |  |       |                 |       |       |       |       |       |       |
|  | 2                | 2                  | Universo/Minas   | 86                 | 74               | 73               | 90               | Universo/Minas   | 1                  | 107 | 93        | 101       |           |           | 3         |           |           |           |  |  |       |                 |       |       |       |       |       |       |
|  | 2                |                    |                  |                    |                  |                  |                  | Universo/Minas   |                    | 107 | 93        | 101       |           |           | 3         |           |           |           |  |  |       |                 |       |       |       |       |       |       |
|  | 7                | Flamengo/Petrobras | 94               | 90                 | 89               |                  |                  | 0                |                    |     |           |           |           |           |           |           |           |           |  |  |       |                 |       |       |       |       |       |       |

## Finais

### Primeiro jogo
| 5 de junho 20:30 |  | COC/Ribeirão Preto | 78–70 | Unit/Uberlândia |  | Ginásio UNICOC, Ribeirão Preto |  |

### Segundo jogo
| 8 de junho 11:00 |  | Unit/Uberlândia | 91–90 | COC/Ribeirão Preto |  | Ginásio do UTC, Uberlândia |  |

### Terceiro jogo
| 12 de junho 20:30 |  | Unit/Uberlândia | 76–86 | COC/Ribeirão Preto |  | Ginásio do UTC, Uberlândia |  |

### Quarto jogo
| 15 de junho 11:00 |  | COC/Ribeirão Preto | 83–74 | Unit/Uberlândia |  | Ginásio UNICOC, Ribeirão Preto |  |

0
| Campeonato Nacional de Basquete Masculino 2003    |
| ------------------------------------------------- |
| COC/Ribeirão Preto Campeão (1° título Brasileiro) |

## Líderes de estatísticas
| Categoria                  | Jogador          | Equipe          | Valor |
| -------------------------- | ---------------- | --------------- | ----- |
| Pontos por jogo            | Oscar Schmidt    | Flamengo        | 33.1  |
| Rebotes por jogo           | Ricardo Probst   | Londrina        | 10.2  |
| Assistências por jogo      | Valtinho         | Unit/Uberlândia | 8.1   |
| Bolas recuperadas por jogo | Daniel Farabello | Vasco da Gama   | 3.1   |
| Tocos por jogo             | Alírio           | Mogi das Cruzes | 3.3   |
| 2P%                        | Janjão           | Universo/Ajax   | .636  |
| LL%                        | Oscar Schmidt    | Flamengo        | .924  |
| 3P%                        | Charles Byrd     | Vasco da Gama   | .486  |